# گالیپولیس (اوهایو)
گالیپولیس (به انگلیسی: Gallipolis) یک روستا در ایالات متحده آمریکا است که در شهرستان گالیا، اوهایو واقع شده‌است. گالیپولیس ۹٫۹۲ کیلومتر مربع مساحت و ۳٬۶۴۱ نفر جمعیت دارد و ۱۷۵ متر بالاتر از سطح دریا قرار دارد.